# Ia Orana Maria (Gauguin-kép)
Az Ia Orana Maria (Üdvözlégy, Mária!) Paul Gauguin festménye, amely a New York-i Metropolitan Művészeti Múzeum európai gyűjteményének része. Ez a művész első befejezett festménye Tahitin; 1891-ben készült.

## Keletkezése
Gauguin 1892. március 11-én levelet küldött barátjának, George-Daniel de Monfreid festőnek és műgyűjtőnek Párizsba, amelyben arról tájékoztatta, hogy addig, nem számítva a tanulmányokat, csak egy képet fejezett be, majd leírta az alkotást: Egy sárga szárnyú angyal bemutatja az ugyancsak tahitii Máriát és Jézust két félmeztelen, pareót viselő tahitii nőnek. (A pareo, ahogy Gauguin is leírja levelében, virágmintás gyapjúszövet, amelyet a csendes-óceáni szigeteki gyarmatokon élő bennszülött nők viseltek magukra tekerve.) A háttérben nagyon komor hegyek és virágzó fák. Sötétlila ösvény és smaragdzöld előtér, banánokkal bal oldalt. Meglehetősen elégedett vagyok vele, írta a festő.

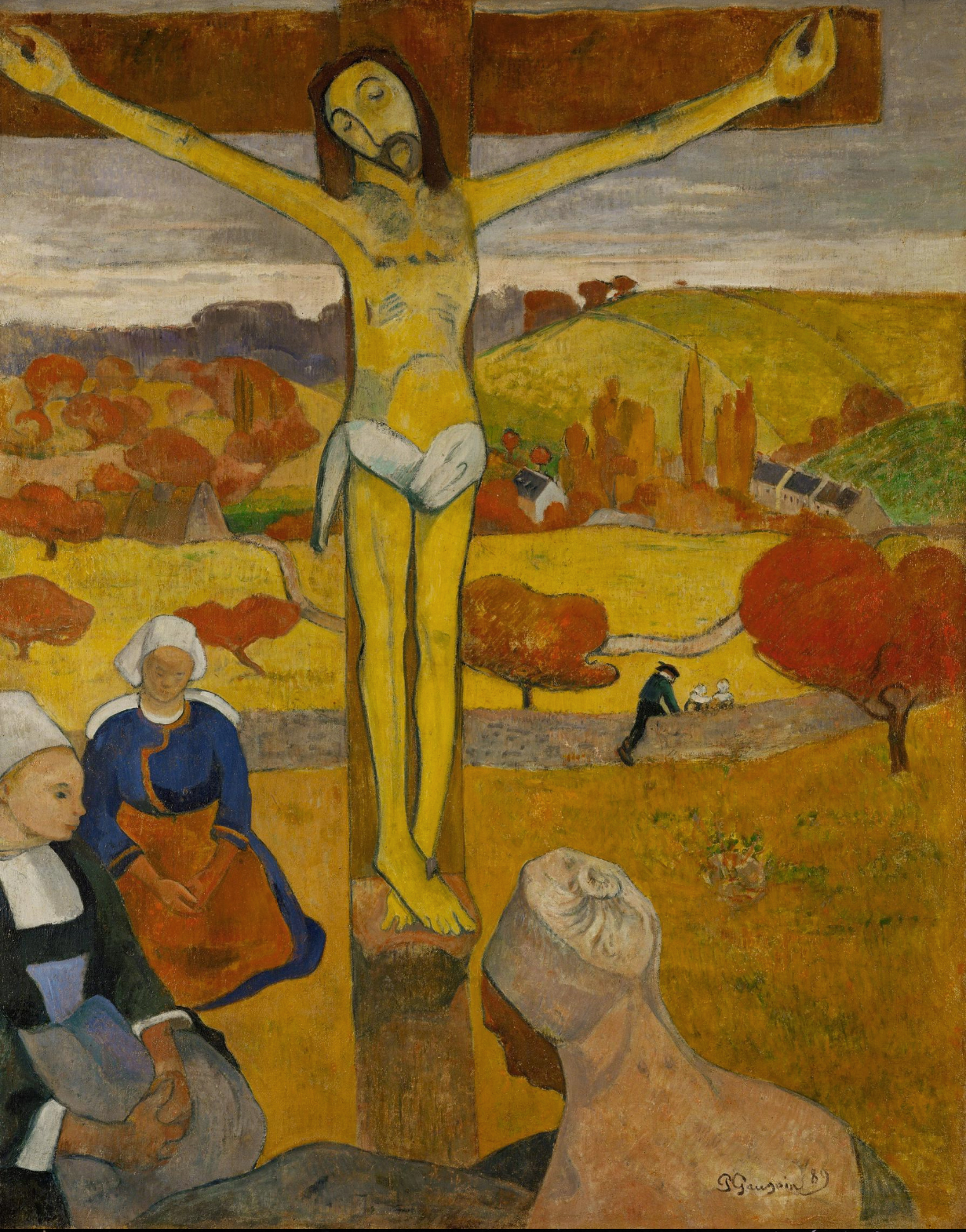
A bretagne-i Sárga Krisztus

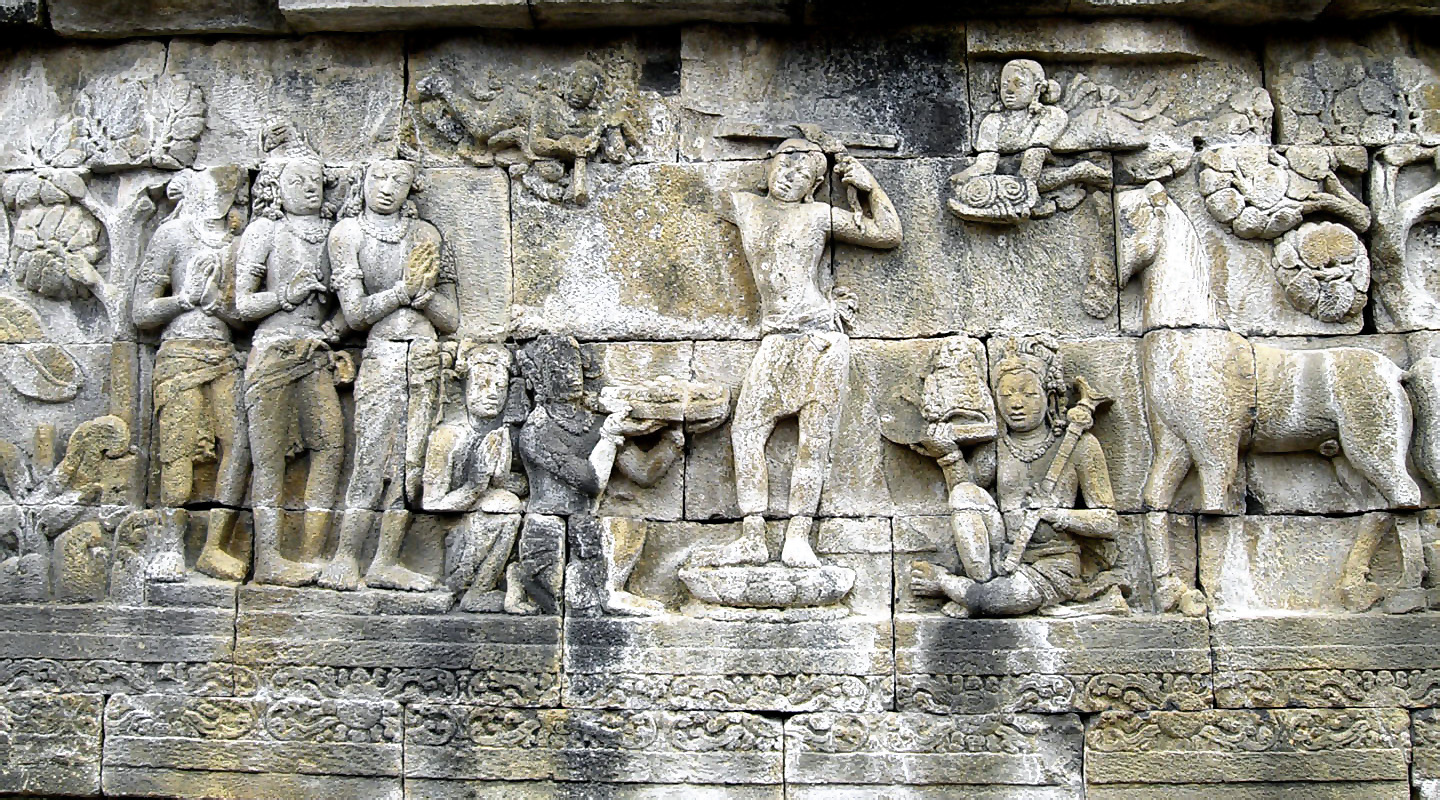
Borobuduri dombormű

Paul Gauguin 1893 novemberében állította ki képét Paul Durand-Ruel műkereskedő párizsi galériájában, miután hazatért Tahitin tett első útjáról. A katalógusban barátja, Charles Morice költő mutatta be a festményt. Ebben felhívta a figyelmet a tahitii nőkből sugárzó naiv áhítatra, őszinte ártatlanságra, Mária alakjára és a kisdedre, aki gyengéd gesztussal nyugtatja fejét anyja fején. A két fej körül az isteni dicsfény alig látható. Az összezárt kézzel imádkozó női szemlélők mögött egy angyal áll a virágok között, pompás és nyugodt, egy virág maga is, írta Morice.
A tárlat látogatóit ámulatba ejtette a nyugati keresztény művészetben jól ismert motívum megjelenése a trópusi környezetben, ráadásul levendula, mályva, indigó és aranyló narancs színekben. A kritikusok többsége modern mesterműként méltatta a festményt; a Durand-Ruelnél bemutatott 41 Gauguin-képből az Ia Orana Maria volt a legnépszerűbb. A festmények közül tizenegyet adtak el, az Ia Orana Mariát Edgar Degas barátja, Michel Manzi műgyűjtő vásárolta meg kétezer frankért.
1890-ben Gauguin Bretagne-ban festett egy keresztre feszítés témájú képet, amelynek alapszíne az élénk sárga, a térdelő, áhítatos breton nők pedig hagyományos fejfedőt és kötényt viselnek, így az meglepő színhasználatában és a bibliai jelenetben résztvevők helyi öltözetét tekintve egyfajta előképeként tekinthető az Ia Orana Mariának. Az Ia Orana Maria az egyetlen a festő Tahitin tett első útján készült alkotásai közül, amely félreérthetetlenül keresztény témát dolgoz fel.
Azt, hogy mi vezette Paul Gauguint a témaválasztásban, nem tudni, de ennek oka lehetett egy betegségből történő felépülés, esetleg a festmény egyfajta bemutatkozó képként készült az új otthonában, Mataieában működő keresztény missziónak. A képen szereplő nők test- és kéztartását a feltételezések szerint részben az 1889-es párizsi világkiállításon fellépő jávai táncosnőktől leste el Gauguin. A festő egyébként is érdeklődött az indonéz kultúra iránt: még azelőtt, hogy látta a jávai táncosok előadását, vásárolt egy fotóalbumot a Borobudur falait díszítő faragott domborművekről, amelyet más kulturális műemlékekről, műtárgyakról készült képekkel együtt magával vitt Polinéziába. Bernard Dorival francia művészettörténész volt az első, aki a képeken szereplő változatos figurákat Gauguin alakjaihoz párosította. A Polinéziában készült festmények közül negyvenen állapította meg a boroboduri faragványok hatását.